# دروازهٔ باغ‌شاه
دروازهٔ باغ‌شاه از دروازه‌ های تهران قدیم است که در محدوده میدان حر فعلی واقع شده بود. دروازه باغ‌شاه از دروازه های باروی غربی بود و از دروازه‌ های شمالی تهران محسوب می‌شد. این دروازه به دلیل نزدیکی به میدان اسب دوانی پادشاهان قاجار به دروازه اسب دوانی نیز معروف است که هم اکنون پادگان باغ شاه در آنجا واقع شده است. دروازه باغ شاه در زمان قاجار محل تردد پادشاهان قاجار و هیأت‌های خارجی بود.